# غلامرضا منوچهری
غلامرضا منوچهری (زاده ۲۵ مهر ۱۳۳۵ اردستان) سیاستمدار و مدیر اجرایی ایرانی است، که تا آبان ۱۴۰۰ به عنوان مدیرعامل شرکت مهندسی و ساختمان صنایع نفت فعالیت می‌کرد.
وی پیشتر در فاصله سالهای ۱۳۹۵ تا ۱۳۹۷ معاون مدیرعامل شرکت ملی نفت ایران در امور توسعه و مهندسی، و عضو هیئت مدیره این شرکت بود.
منوچهری دانش‌آموخته کارشناسی ارشد مهندسی راه‌وساختمان از دانشگاه تهران و دکتری مهندسی عمران و محیط‌زیست از دانشگاه آخن می‌باشد. وی در فاصله سال‌های ۱۳۶۸ تا ۱۳۷۹ معاون وزیر نیرو در امور آب و فاضلاب را برعهده داشت. منوچهری از سال ۱۳۷۹ تا ۱۳۸۹ برای مدت ۱۰ سال، مدیرعامل شرکت پتروپارس بود. از دیگر سوابق وی می‌توان به مدیرعاملی گروه صنعتی سدید و ریاست هیئت مدیره شرکت تسدید و مدیرعامل آبفا اصفهان اشاره کرد.